# Бакинский уезд
Баки́нский уезд — административная единица в составе Каспийской области, Шемахинской губернии (c 1859 года переименованной в Бакинскую губернию) и Азербайджанской ССР. Центр — город Баку.

## История
Бакинский уезд был образован в 1840 году в составе Каспийской области. В 1846 году отнесён к Шемахинской губернии, в 1859 — к Бакинской. В 1920 году Бакинский уезд стал частью Азербайджанской ССР.
Упразднён в 1929 году.

## Население
Согласно ЭСБЕ население уезда в 1891 году составляло 100 560 чел.
По данным первой всеобщей переписи населения Российской империи 1897 года в уезде проживало 182 897 чел. в том числе:
- татары (азербайджанцы)[Комм. 1] — 63 415 чел. (34,67 %),
- таты — 34 503 чел. (18,86 %),
- славяне (в основном великорусы (русские), а также малорусы (украинцы) и белорусы) — 45 510 чел. (24,88 %),
- армяне — 22 583 чел. (12,35 %),
- персы — 4 774 чел. (2,61 %),
- немцы — 3 204 чел. (1,75 %),
- евреи — 2 034 чел. (1,11 %),
- лезгинские народы[Комм. 2]— 1 363 чел. (0,75 %),
- грузины — 1 127 чел. (0,62 %),
- поляки — 982 чел. (0,54 %),
- турки — 837 чел. (0,46 %),
- аваро-андийские народы — 737 чел. (0,4 %),
- мордовы — 353 чел. (0,19 %),
- шведы — 345 чел. (0,19 %),
- греки — 249 чел. (0,14 %),
- литовцы — 115 чел. (0,06 %),
- талыши — 3 чел. (<0,01 %),
- представители остальных народов — 763 чел. (0,42 %).

По переписи населения 1926 года численность населения уезда составляла 527 220 чел.

## Административное деление
В 1913 году в уезд входило 41 сельских правлений:
| - Амираджанское — с. Амираджан, - Ахмедлинское — с. Ахмедлы, - Балаханское — с. Балаханы, - Баладжаринское — с. Баладжары, - Бильгинское — с. Бильгя, - Бинагадинское — с. Бинагады, - Бузовнинское — с. Бузовна, - Бюльбюлинское — с. Бюльбюля, - Геовханинское — с. Геовханлы, - Геоздекское — с. Геоздек, - Геокмалинское — с. Геокмалы, | - Герадильское — с. Герадиль, - Геядинское — с. Геяды, - Гоусанское — с. Гоусан, - Джаратское — с. Джарат, - Дыгинское — с. Дыгя, - Забратское — с. Забрат, - Зыринское — с. Зыря, - Зыхское — с. Зых, - Калинское — с. Кала, - Кешлинское — с. Кешли, | - Кобынское — с. Кобы, - Кюрдаханское — с. Кюрдаханы, - Магометлинское — с. Магометлы, - Мардаканское — с. Мардакан, - Масазырское — с. Масазыр, - Маштагинское — с. Маштаги, - Микаил-Абадское — с. Микаил-Абад, - Новханское — с. Новханы, - Нордаранское — с. Нордаран, - Перекешкюльское — с. Перекешкюль, | - Пиршагинское — с. Пиршаги, - Романинское — с. Романы, - Сабунчинское — с. Сабунчи, - Сараинское — с. Сараи, - Сураханское — с. Сураханы, - Туркянское — с. Туркян, - Фатмаинское — с. Фатмаи, - Хаджи-Гасанское — с. Хаджи-Гасан, - Хирдаланское — с. Хирдалан, - Шаганское — с. Шаган. |

18 сентября 1925 года Балахано-Сабунчинский район Бакинского уезда был переименован в район Ленинский. 
В 1926 году уезд делился на 5 участков: Бинагадинский, Кала-Маштагинский (центр — с. Шувеляны), Ленино-Сураханский (центр — промысел Сабунчи), Фабрично-Заводской (центр — окраина Чёрного города), Хизинский (центр — с. Алты-Агач).

## Начальники
- Пигулевский, Лев Викторович (1857)[8]